# Deoleo
Deoleo, S.A. — испанский международный производитель и поставщик оливкового масла со штаб-квартирой в Кордова, Испания. Компания включает в себя, такие бренды как Bertolli, Carapelli, Carbonell и Koipe. В Индии оливковое масло продается под торговой маркой Figaro.

## История
В 1955 году в городе Бильбао, Испания была основана компания Arana Maderas, S.A. В 1992 году компания перешла к владельцу самой продаваемой марки риса в Испании, Hijos de J. Sos Borras, S.A. Вся компания была переименована в Sos Arana Alimentación, S.A. и превратилась в один из ведущих рисовых конгломератов на Пиренейском полуострове, приобретая другие компании, такие как португальские Saludaes. На рубеже тысячелетий компания Cuétara, S.A, крупнейший производитель бисквитов в Испании и Португалии, взяла на себя ответственность удвоение продаж компании. В 2001 году Grupo Sos и Cuétara объединились в Sos Cuétara, S.A.
В том же году последовало приобретение Койпе, С. А. брендов Carbonell и Koipeso. В 2003 году Sos Cuétara и Koipe объединились, утроив продажи. Также в 2003 году был приобретен «American rice», один из крупнейших рисовых брендов в Соединенных Штатах. К 2008 году были приобретенные несколько итальянских производителей оливкового масла, включая Sasso, Carapelli, Friol и Bertolli (от Unilever), что сделало компанию лидером на мировом рынке оливкового масла.
Однако в связи с приобретением Bertolli резко увеличились долги, компания перенесла кризис, поэтому в 2008 году пришлось отразить выпечку Cuetara. 15 июля 2011 года было объявлено о переименовании компании в Deoleo. В 2013 году компания Dealeo приобрела бренд Hojiblanca.
В 2014 году финансовый инвестор CVC Capital Partners приобрел 30 % доли капитала и стал основным акционером.